# Madonna dei Consiglieri
La Madonna dei Consiglieri o Vergine dei Consiglieri è un dipinto del pittore spagnolo Lluís Dalmau realizzato circa nel 1443-1445 e conservato nel Museo nazionale d'arte della Catalogna a Barcellona.

## Storia
Nel 1431 il re Alfonso V d'Aragona mandò il suo pittore di corte, il valenziano Luis Dalmau nelle Fiandre per contrattare dei tappezzieri con l'obiettivo di creare officine di arazzi a Valencia, assegnandoli una rendita per il viaggio di «cento fiorini al peso di Castiglia». Si ritiene che lì l'artista incontrò e lavorò persino nella bottega del pittore Jan van Eyck, e avrebbe sicuramente visto anche il Polittico di Gand nella Cattedrale di San Bavone, nella città di Gand collocato nell'anno 1432.
Il Consiglio dei Cento nella riunione del 6 giugno 1443 decise di nominare una commissione di dodici persone per dipingere un retablo. Il 4 settembre 1443 fu assegnato a Barcellona Lluís Dalmau dai consiglieri della Casa de la Ciutat per la realizzazione del retablo per la cappella della Casa de la Ciudad de Barcelona indicante il contratto che sarebbe:
Questo lavoro fu completato da una predella, oggi perduta, che secondo gli accordi del contratto avrebbe dovuto contenere gli scudi della città e due scene della vita dei santi Andrea e Eulalia.
Il 26 novembre di quell'anno il carpentiere Francesc Gomar fu incaricato di lavorare sulla struttura del retablo decorandolo con gioielli.
Sebbene al quel tempo Bernat Martorell fosse un pittore fra i più attivi a Barcellona si ritiene che l'incarico fosse data Dalmau perché i consiglieri volevano un buon ritrattista: «lo millor pintor que trobar se pogués ("il miglior pittore che si possa trovare"). È stato indicato che i ritratti dei consiglieri dovessero replicare le loro reali caratteristiche fisionomiche.
Il dipinto era al centro della Cappella della casa del Consiglio di Barcellona, vicino all'attuale Sala dei Cento. Nel 1847, a causa di alcune opere di restauro di questa cappella, la pala fu trasferita nella Chiesa di San Michele la quale si trovava vicino al municipio, fino a quando la chiesa fu demolita nel 1870 e passò come deposito del Consiglio Comunale di Barcellona al Museo nazionale d'arte della Catalogna il 30 maggio 1902.

## Descrizione
Misure: 272 x 276 cm (superficie verniciata) 311,5 x 311 cm (dimensione massima con cornice inclusa).
Il retablo è composto da un unico panello, con figure a grandezza naturale, raffigurante la Madonna col Bambino seduto su un trono gotico sorretto da quattro leoni. Questo trono è adornato con sculture ed è incoronato al centro da uno baldacchino alto con un pinnacolo e sui lati da due pinnacoli più piccoli. La Vergine ha i capelli lunghi e ondulati che le cadono sulle spalle, indossa un grande mantello blu rifinito con un bordo dorato e perle, e attaccato al petto ha una preziosa spilla. Il Bambino è coperto da un velo bianco trasparente, e porta un amuleto fatto di un pezzo di corallo sul collo.
La scena si svolge in una stanza il cui sfondo ha delle grandi finestre brillanti dietro le quali canta un coro di angeli; oltre gli angeli, possiamo vedere il paesaggio. Su entrambi i lati del trono della Vergine vi sono sant'Andrea e sant'Eulalia (patrona di Barcellona), che portano ciascuno gli attributi del loro martirio (croce di sant'Andrea e croce a X) e presentano i cinque consiglieri della città che avevano commissionato l'opera. I cinque consiglieri comunali sono raffigurati in ginocchio con le mani unite in atteggiamento di preghiera in primo piano, e sono, appunto, ritratti fedelmente, indossando un soprabito di tessuto rosso, foderato e bordato di pelliccia. Sono riconoscibili Joan Llull, Francesc Llobet, Joan Junyent, Ramon Savall e Antoni de Vilatorta. Il pavimento è realizzato copiando le piastrelle di Valencia con gli scudi della città di Barcellona e sul tetto l'architettura rappresenta una volta che mostra nelle sue chiavi lo scudo della città.
Luis Dalmau firmò quest'opera alla base del trono della Vergine:

## Stile

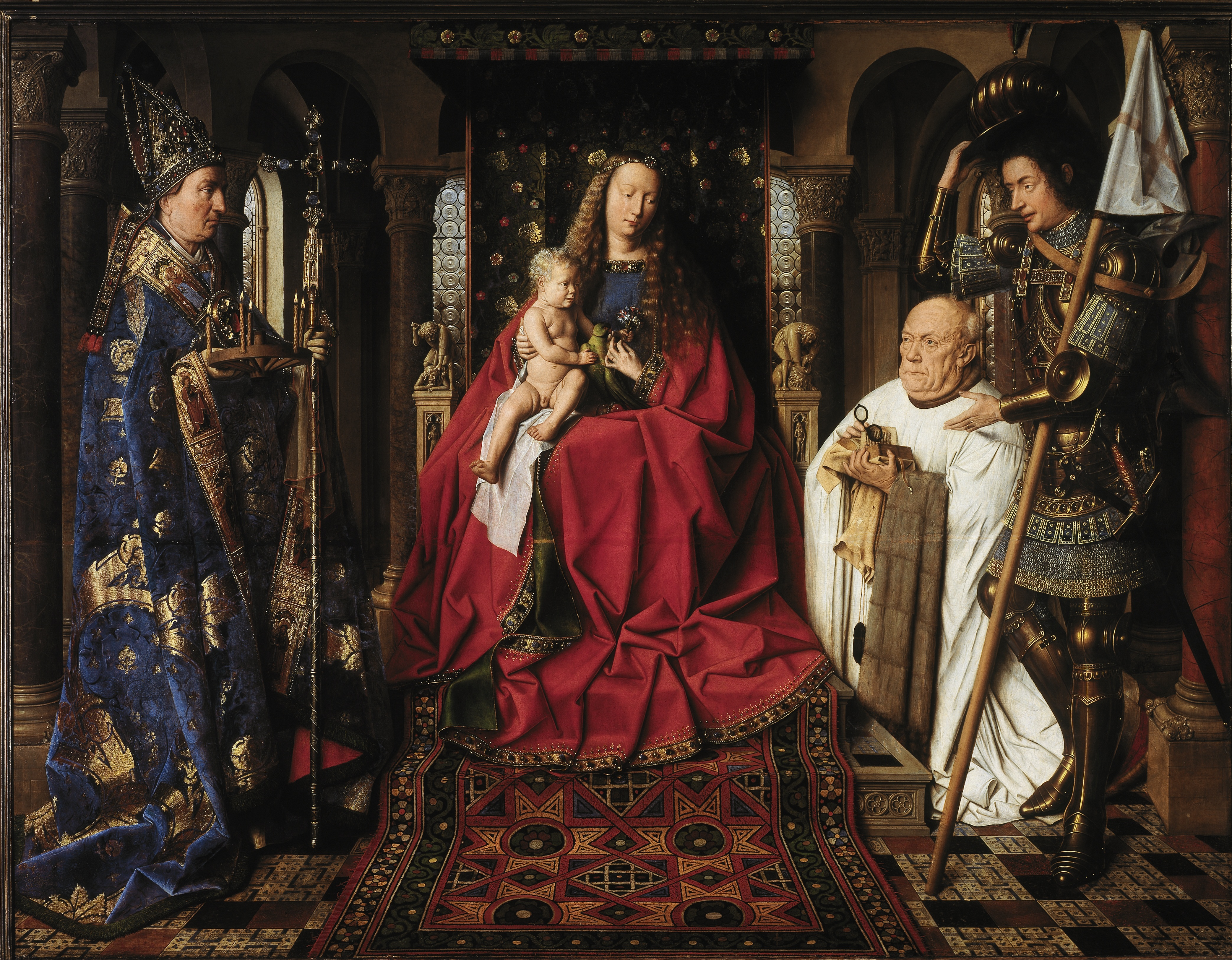
La Madonna del canonico van der Paele del 1436 del Jan van Eyck.

Tutto in questo dipinto di Dalmau segue fedelmente quelli realizzati dal maestro fiammingo Jan van Eyck, anche il tipo di Madonna è stato paragonato alla Madonna del canonico van der Paele. Tre anni dopo la morte di van Eyck, Dalmau applica mirabilmente, in questo lavoro, tutto ciò che ha appreso durante il suo soggiorno nelle Fiandre. Il protagonista di questo dipinto è la grande maestria mostrata dal pittore con il ritratto puramente realistico dei consiglieri. Sono ritratti perfettamente, imitando la realtà nei minimi dettagli. Sebbene abbia seguito le linee guida stabilite nel contratto con i consiglieri nel suggerimento che lo sfondo sia dorato, l'artista ha imposto la sua interpretazione più vicina allo stile fiammingo così come il cambio dell'oro per la rappresentazione dei paesaggi sullo sfondo dietro le finestre dei trafori gotici.
In passato si credeva che questo retablo fosse realizzato a tempera, ma uno studio condotto da José Gudiol dimostrò che era dipinto a olio, con lo stesso sistema usato dai pittori fiamminghi, i quali hanno perfezionato l'uso di questa tecnica pittorica.